# Алманчиково
Алманчи́ково (рос. Алманчиково, чув. Алманчă) — село у складі Батиревського району Чувашії, Росія. Адміністративний центр та єдиний населений пункт Алманчиковського сільського поселення.
Населення — 951 особа (2010; 1025 у 2002).
Національний склад:
- чуваші — 99 %